# Günter Behnisch

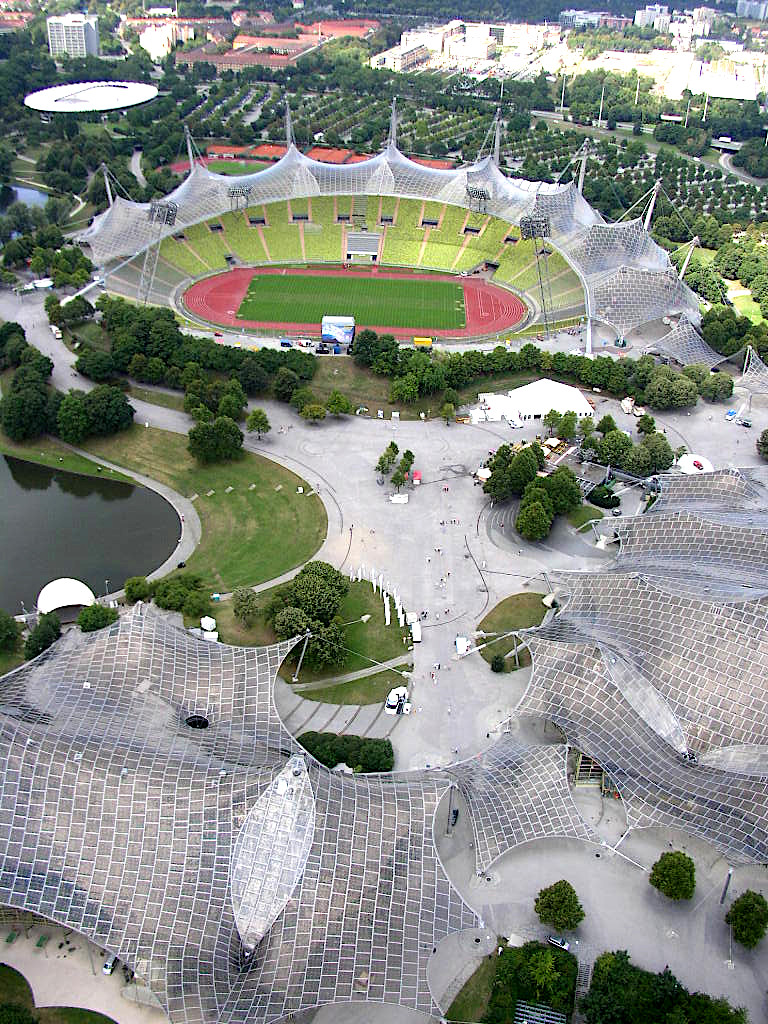
Olympiastadion München

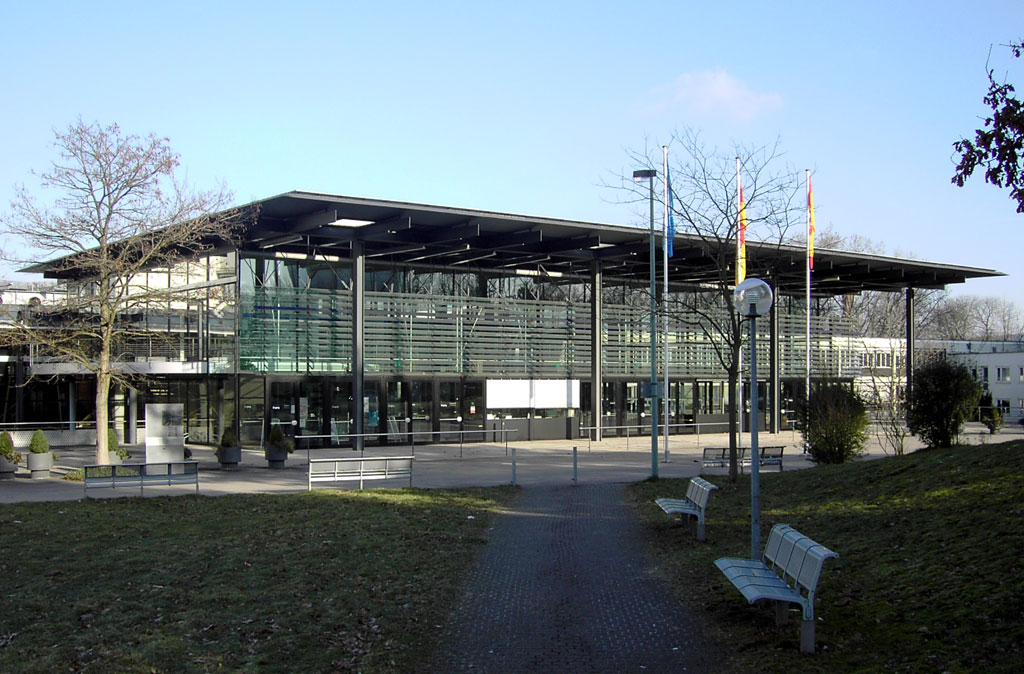
Bundestag i Bonn

Günter Behnisch, född 12 juni 1922 i Dresden, död 12 juli 2010 i Stuttgart, var en tysk arkitekt. Han var en av Tysklands mest välrenommerade arkitekter och har bland annat skapat Münchens Olympiastadion. 
Behnisch föddes i Dresden och växte upp där innan familjen 1934 flyttade till Chemnitz. År 1939 blev han inkallad till militärtjänstgöring i Wehrmacht och deltog i Andra världskriget som ubåtskommendant. Han blev tillfångatagen och satt i brittisk fångenskap. Efter kriget studerade Behnisch arkitektur på tekniska högskolan i Stuttgart 1947 och 1951. Åren 1951-1952 arbetade han hos Rolf Gutbrod i Stuttgart innan han öppnade sin egen arkitektbyrå 1952.
År 1966 grundades Behnisch & Partner. Åren 1967-1971 följde skapandet av Münchens Olympiastadion och Münchens Olympiapark som gjort Behnisch känd internationellt. Behnisch har ritat en rad offentliga byggnader i Tyskland, bland hans andra projekt märks Förbundsdagen i Bonn. 
Arkitektkontoret Behnisch Architekten drivs idag av Günter Behnischs son Stefan Behnisch (född i Stuttgart 1958). Partners är David Cook, Martin Haas och Christoph Jansen. Företaget har kontor i Stuttgart och Los Angeles.
2007 fick Behnisch Architekten i uppdrag att rita ett så kallat Health campus vid Dalaplan i Malmö.